# Combined Counties Football League
The Combined Counties Football League är en engelsk regional fotbollsliga. Den består till största delen av lag från in Berkshire, Hampshire, Kent, London, Middlesex, Oxfordshire och Surrey. Den har två divisioner Premier Division och Division One. Premier Division ligger på nivå 9 i det engelska ligasystemet.
Den kan i sin nuvarande skepnad spåras tillbaka till 1978 när Surrey Senior League genomgick en förändring för att försöka attrahera fotbollsklubbar utanför grevskapet. Den nya ligan kallades till att börja med Home Counties League men efter protester så ändrades namnet 1979 till det nuvarande. 
En säsong 1981-82 så hade ligan för många lag för en serie så man delade upp lagen i två serier, Eastern and Western. Ash United från Western vann över Malden Town från Eastern med 3-0 i en playoff i två matcher.
Combined Counties fick matarstatus till Isthmian League men få av mästarklubbarna hade de nödvändiga faciliteter som behövts för avancemang uppåt. Efter FA:s omstruktureringen av seriesystemet kan klubbar flyttas upp till antingen Isthmian League eller Southern Football League. Vilken liga det blir beror på var klubben ligger. Ett liknande arrangemang fanns mellan Combined Counties och Surrey Senior County League (före detta Surrey Premier League)) mellan 1982 och 2003. 2003 gick de båda ligorna samman och klubbarna från Surrey Senior County League bildade en ny division, Combined Counties League Division One, de gamla klubbarna i Combined Counties bildade Premier Division. Det finns automatisk upp (om faciliteterna uppfyller kraven) och nedflyttning mellan divisionerna. Lag från  Crawley and District Football League, East Berkshire Football League, Reading Football League, Surrey County Intermediate League (Western), Surrey South Eastern Combination och Middlesex County Football League kan flyttas upp till Division One om arenorna uppfyller vissa kriterier.
Precis som hos de flesta ligorna på den här nivån får spelarna (för det mesta) bara omkostnaderna betalda och publiksiffrorna brukar stanna runt 70 i snitt. Ett välkommet undantag var under två säsonger från 2002 när AFC Wimbledon erbjöds en plats ligan och publiksiffrorna var fyrsiffriga på arenorna. 

## Cuper
Ligan organiserar också ett antal Liga cuper, allt från the Combined Counties League Premier Challenge Cup till en för reservlagen till lagen i Division One.

## Sponsorer
Ligan har haft flera sponsorer genom åren och den nuvarande är Cherry Red Records. Den kallas därför the Cherry Red Records Combined Counties League officiellt. En tidigare sponsor var Seagrave Haulage och ligan kallades då the Seagrave Haulage League.

## Mästare
- 1978-79 (Home Counties League) - British Aerospace (Weybridge)
- 1979-80 Guildford & Worplesdon
- 1980-81 Malden Town
- 1981-82 Ash United (Western) and Malden Town (Eastern)
- 1982-83 Hartley Wintney
- 1983-84 Godalming Town
- 1984-85 Malden Vale
- 1985-86 British Aerospace (Weybridge)
- 1986-87 Ash United
- 1987-88 British Aerospace (Weybridge)
- 1988-89 British Aerospace (Weybridge)
- 1989-90 Chipstead
- 1990-91 Farnham Town
- 1991-92 Farnham Town
- 1992-93 Peppard
- 1993-94 Peppard
- 1994-95 Ashford Town (Middx)
- 1995-96 Ashford Town (Middx)
- 1996-97 Ashford Town (Middx)
- 1997-98 Ashford Town (Middx)
- 1998-99 Ash United
- 1999-00 Ashford Town (Middx)
- 2000-01 Cove
- 2001-02 AFC Wallingford
- 2002-03 Withdean 2000
- 2003-04 AFC Wimbledon
- 2004-05 Walton Casuals
- 2005-06 Godalming Town
- 2006-07 Chipstead
- 2007-08 Merstham
- 2008-09 Bedfont Green
- 2009-10 North Greenford United
- 2010-11 Guildford City
- 2011-12 Guildford City
- 2012-13 Egham Town
- 2013-14 South Park
- 2014-15 Molesey
- 2015-16 Hartley Wintney
- 2016–17 Hartley Wintney
- 2017–18 Westfield

|}

### Webbkällor
Den här artikeln är helt eller delvis baserad på material från engelskspråkiga Wikipedia, Combined Counties Football League, 16 augusti 2015.